# Сирена (сеть)
Сирена (сокращение от «Система резервирования на авиалиниях») — специализированные сети передачи данных и системы обработки данных, предназначенные для резервирования авиабилетов в СССР. В настоящее время оператором системы бронирования «Сирена-Трэвел» является российское АО «Сирена-Трэвел». Команда «Сирены Трэвел» выделилась из Главного вычислительного центра гражданской авиации в 1997 году, а сама компания была создана в 2001 году.

## История
Разработка была начата в середине 1960-х, в Институте проблем управления АН СССР. Возглавлял разработку доктор технических наук Владимир Александрович Жожикашвили, он же стал главным конструктором Сирены-1 и Сирены-2. Первая очередь сети — Сирена-1 была запущена 21 апреля 1972 г. Для обработки запросов использовались специализированные ЭВМ М-3000. Центральный компьютер располагался в специальном помещении московского аэровокзала и был связан с агентствами и кассами Аэрофлота почти четырехсот городов СССР. Оперативное управление системой возлагалось на Центр оперативного управления (ЦОУ), который работал круглосуточно и без выходных, пополняя и изменяя базу данных «Сирены» в зависимости от ситуации с пассажиропотоком. В кассах, где отсутствовала связь с «Сиреной», кассиры для резервации билетов использовали телефон, диспетчер резервировал билет и сообщал о результате кассиру.
При разработке второй очереди системы — Сирена-2 — вместо дорогих специализированных M-3000 были выбраны универсальные машины СМ-1,2 и разработано специализированное коммуникационное и терминальное оборудование. Для Сирены-2 была также разработана специализированная ОС ТАИС и собственная СУБД САК. Аппаратура передачи данных обеспечивала скорость работы каналов от 300 до 2400 бит/c, информация передавалась с использованием протокола негарантированной доставки датаграмм, аналогичному по своей функциональности UDP (фактически, разработчиками декларировалась ~97 % надёжность доставки сообщений от терминала к центру обработки данных, с которым велась работа). Архитектура сети была распределённо-иерархической — данные с терминалов замыкались на региональные центры обработки данных (ЦОД), которые обменивались информацией между собой. Технически была реализована возможность обращаться с любого терминала к любому региональному ЦОД (хотя на практике использование этого механизма было ограничено).
Начиная с 1982 года Сирена-2 начала внедряться в эксплуатацию.
Примерно в то же время был начат проект третьей очереди системы — Сирены-3, концептуально полностью отбрасывавший все старые наработки. Новую сеть планировалось построить с использованием технологий, закупленных или лицензированных на Западе, с тем, чтобы обеспечить интеграцию новой сети с международными сетями бронирования авиабилетов. В качестве центрального компьютера предполагалось установить IBM-совместимый мейнфрейм, в качестве терминалов — совместимые с IBM 3270 устройства серии ЕС 7920. В роли сетевых протоколов должны были выступить X.25 и SNA. Сирену-3 планировалось внедрить также в странах — членах СЭВ.
Для реализации проекта «Сирена-3» был под государственные гарантии привлечён кредит американского банка. Для обеспечения возврата этого кредита был учреждён специальный Целевой комиссионный сбор (ЦКС) в размере 2,5 доллара США, взимаемый в рублевом эквиваленте с каждого проданного билета. Однако некоторые авиакомпании-перевозчики посчитали приказ о необходимости взимания ЦКС грубым вмешательством министерства в их дела и отказались его выполнять. В результате решение вопроса взимании или невзимании ЦКС было передано на усмотрение руководства авиакомпаний.
Начиная с середины 1980-х годов в разработках произошло разветвление — разработчики Сирены-2 не согласились с идеей полной замены их системы и начали готовить альтернативный проект под кодовым названием Сирена-Сириус. Остановка государственного финансирования «Сирены-3» не позволила реализовать этот проект в полном объёме, в результате чего к началу 1990-х годов оба проекта новой версии сети Сирена существовали параллельно.
После распада СССР произошло организационное разделение некогда всесоюзной системы по республикам и по отдельным хозяйствующим субъектам. Кроме того, произошло организационное разделение различных групп разработчиков на отдельные предприятия, конкурировавшие между собой.
В инициативном порядке разработчиками «Сирены-2» (впоследствии образовавшими ЗАО «ТАИС») были начаты работы по переносу аппаратуры на платформу IBM PC. В 1992—1994 гг. также прорабатывался проект по созданию поверх сетевой инфраструктуры Сирены-2 наложенной сети общего назначения, которая должна была работать по протоколу TCP/IP. Параллельно с этими работами другой группой разработчиков (впоследствии составившей костяк ЗАО «Комтех-Н») велись работы по созданию системы «Сирена-2М» — нового программного обеспечения на платформе IBM PC, повторяющего функциональность «Сирены-2», но без использования старого программного обеспечения и с учетом особенностей этой платформы.
В результате в 1992—1994 была запущена новая версия системы «Сирена-2», использовавшая эмуляторы СМ-2 на платформе IBM PC. Параллельно с ней в те же годы была запущена версия «Сирены-2М», использовавшая платформу IBM PC напрямую. Эти две системы конкурировали между собой, как и команды их разработчиков.
Параллельно с этим шло развитие конкурирующих проектов, сопровождавшееся установкой новых ЦОДов в различных регионах, переводом сетевой инфраструктуры на X.25 и TCP/IP и организационным разделением систем бронирования билетов и сетей (как транспортной инфраструктуры для соответствующего специализированного софта).
В конце 90-х годов функциональность обеих существовавших систем перестала устраивать авиакомпании и агентства по продаже билетов. В связи с этим обе команды начали новые проекты. ЗАО «ТАИС» начало разработку системы, которая получила название «Сирена-2.3». ЗАО «Комтех» начало разработку системы, которая получила название «Сирена-2000».
В 1999 году ЗАО «Комтех-Н» объявило систему «Сирена-2М» полностью морально устаревшей и прекратило всякие работы по развитию и поддержке системы «Сирена-2М». Тогда же эта система была снята с эксплуатации. Примерно в то же время были прекращены работы по проекту «Сирена-3» — он был вполне подходящим для единого СССР с государственно-командным управлением экономикой, но оказался слишком дорогостоящим для отдельных авиакомпаний.

## Настоящее время
На текущий момент в России и ряде бывших республик СССР функционируют с той или иной степенью эффективности следующие версии системы Сирена:
- линия, поддерживаемая первоначальным коллективом разработчиков:

сетевая инфраструктура
- TAIS PSS (Национальная система бронирования)

- конкурирующий проект модернизации Сирены-2

- Система «Сирена-Трэвел»

Между этими сетями и системами бронирования работают шлюзы.
В базе «Сирена-Трэвел» содержатся сведения о бронированиях и продажах авиабилетов в стране (номер рейса, название авиакомпании, тариф, маршрут, стоимость билета), регистрации багажа, страховых полисах и иная информация.

### Утечка данных
В сентябре 2023 года, на фоне вторжения России на Украину, украинскими хакерами из Kiborg была взломана база данных «Сирена-Трэвел», которая привела к утечке персональных данных о 664 миллионах перелетов за 16 лет.